# Густсон, Ян Янович
Ян Янович Густсон — советский хозяйственный, государственный и политический деятель.

## Биография
Родился в 1906 году в Валмиере. Член ВКП(б) с 1937 года.
В 1920—1991 гг. — ученик корабельной школы, штурман, капитан грузового корабля, коммунистический деятель, организатор забастовки, портовый грузчик, на подпольной партийной работе, народный комиссар лесной промышленности Латвийской ССР, директор целлюлозно-бумажной фабрики в Лигатне, на пенсии, член Комиссии Верховного Совета Латвийской ССР по оценке законности пакта Молотова — Риббентропа.
Избирался депутатом Верховного Совета СССР 1-го и 2-го созывов.
Умер в 1991 году в Лигатне.